# Hornafjörður (Fjord)
Der Hornafjörður ist ein Fjord im Süden von Island. 
Er liegt westlich des Ortes Höfn und ist durch die Nehrung Suðurfjörur fast vom offenen Meer abgetrennt. 
Der innere Teil dieses Fjords ist das Hornafjarðarfljót aus den beiden Gletscherflüssen Austurfljót und Suðurfljót aus der Gletscherzunge Hoffellsjökull im Osten des Vatnajökull.
Der Hornafjörður und der Hornafjörðurfljót reichen zusammen 15 Kilometer weit in das Land und sind bis über 4 Kilometer breit.
Die Ringstraße  muss das Gewässer noch umrunden.
Bis 2025 soll die Straße um 12 km verkürzt werden und näher an der Küste verlaufen.  
Dieser Fjord gab der Gemeinde Hornafjörður den Namen. Sie füllt den gesamten Bezirk Austur-Skaftafellssýsla aus.